# Consolidated XB-41 Liberator
Il Consolidated XB-41 Liberator era un quadrimotore ottenuto modificando il bombardiere statunitense B-24D Liberator, convertendolo in un aereo pesantemente armato da utilizzare come scorta degli altri bombardieri durante l'ultimo periodo della seconda guerra mondiale. All'epoca del suo sviluppo, caccia a lungo raggio come il North American P-51 Mustang non erano ancora entrati in produzione in grosse quantità e non ve ne erano quindi disponibili per scortare le missioni di bombardamento durante tutto il tragitto dalla Inghilterra alla Germania e ritorno.
Al contrario del pari ruolo Boeing YB-40 Flying Fortress, l'XB-41 rimase a livello di prototipo e non fu mai avviato alla produzione.

## Storia del progetto
Nei primi anni quaranta, nel corso della seconda guerra mondiale, l'Eighth Air Force USAAF di stanza in Inghilterra, partecipò ai bombardamenti strategici contro le città tedesche compiuti dalle forze aeree alleate. Le lunghe distanze necessarie per raggiungere gli obiettivi in profondità nel territorio delle forze dell'Asse, erano compatibili con l'autonomia tipica dei bombardieri pesanti dell'epoca, ma non con quella dei caccia che avrebbero dovuto scortare le formazioni. Si rese quindi necessario progettare dei caccia a lungo raggio appositamente per questo ruolo, ma in attesa del completamento delle diverse fasi di sviluppo, si pensò anche a una soluzione alternativa che potesse essere relativamente semplice, veloce da attuare e che risolvesse il problema, in attesa della disponibilità dei nuovi velivoli.
Nel 1942, l'USAAF autorizzò la progettazione di versioni pesantemente armate e corazzate dei bombardieri già in servizio. Il prototipo Consolidated XB-41 Liberator, convertito da un B-24D Liberator (41-11822), venne completato nel tardo 1942 dalla Consolidated nello stabilimento di Fort Worth.
L'XB-41 aveva una diversa suddivisione del muso a vetri e quattordici mitragliatrici Browning M2 calibro 12,7 mm (.50 in) e camerate per il munizionamento 12,7 × 99 mm NATO, distribuite a coppie nelle seguenti postazioni:
- una torretta frontale Bendix comandata a distanza sotto al muso;
- due torrette dorsali Martin A-3, una nella normale posizione dietro la cabina e l'altra a metà fusoliera, la prima poteva essere alzata perché la seconda non ne limitasse l'angolo di tiro e abbassata per ridurre la resistenza aerodinamica in volo;
- una torretta caudale Consolidated-Emerson A-6;
- una torretta ventrale Sperry retrattile;
- una postazione su ogni lato della fusoliera, il movimento della coppia di mitragliatrici era motorizzato.

Complessivamente sull'XB-41 c'erano undicimila proiettili per le mitragliatrici nella stiva bombe.
La motorizzazione era affidata a quattro radiali Pratt & Whitney R-1830-43 Twin Wasp doppia stella a quattordici cilindri capaci di erogare una potenza pari a 1 250 hp (932 kW) ciascuno.
Il 29 gennaio 1943 l'XB-41 venne consegnato alla base USAAF di Eglin, in Florida, per collaudi.
I collaudi eseguiti dall'USAAF diedero risultati nettamente negativi. L'XB-41 rivelò alcuni problemi di stabilità, ma soprattutto, a causa dell'aumento di peso, era più lento dei Liberator scarichi per cui non sarebbe stato in grado di scortarli nel viaggio di ritorno se non rallentando la formazione rendendola più vulnerabile.
Anche il progetto simile, l'YB-40 derivato dal Boeing B-17 Flying Fortress, dimostrò lo stesso problema quando alcuni aerei vennero provati in missioni operative.
Come conseguenza entrambi i progetti vennero cancellati il 21 marzo 1943.
L'XB-41 venne ridenominato TB-24D e utilizzato per l'addestramento dei tecnici di manutenzione.
L'unico XB-41 Liberator aveva la livrea abituale dei B-24D interamente verde oliva scuro FS34087 sulle superfici superiori e laterali e grigio scuro FS36173 sulle superfici inferiori con separazione dei colori molto bassa e sfumata.

## Utilizzatori
Stati Uniti
- United States Army Air Forces

## Velivoli comparabili
Stati Uniti
- Boeing YB-40 Flying Fortress